# Gagea sarysuensis
Gagea sarysuensis är en liljeväxtart som beskrevs av Murz. Gagea sarysuensis ingår i Vårlökssläktet och i familjen liljeväxter. Inga underarter finns listade.